# Giro di Toscana 2013
Il Giro di Toscana 2013, ottantaseiesima edizione della corsa e valido come evento dell'UCI Europe Tour 2013 categoria 1.1, si svolse il 28 aprile 2013 su un percorso totale di 199,8 km. Fu vinto dall'italiano Mattia Gavazzi, che terminò la gara in 4h42'03", alla media di 42,5 km/h.
All'arrivo 91 ciclisti portarono a termine la gara.

## Squadre partecipanti
| N.      | Cod. | Squadra                      |
| ------- | ---- | ---------------------------- |
| 1-8     | BMC  | BMC Racing Team              |
| 11-18   | GRS  | Garmin-Sharp                 |
| 21-28   | RVL  | RusVelo                      |
| 31-38   | MTN  | MTN-Qhubeka                  |
| 41-48   | VIN  | Vini Fantini-Selle Italia    |
| 51-58   | COL  | Colombia                     |
| 61-68   | AND  | Androni Giocattoli-Venezuela |
| 71-78   | BAR  | Bardiani Valvole-CSF Inox    |
| 81-88   | ADR  | Adria Mobil                  |
| 91-98   | AJW  | Accent Jobs-Wanty            |
| 101-108 | LOK  | Lokosphinx                   |
| 111-118 | CEF  | Ceramica Flaminia-Fondriest  |
| 121-128 | PPO  | Nippo-De Rosa                |
| 131-138 | WIL  | Vérandas Willems             |
| 141-148 | MKT  | Meridiana-Kamen Team         |
| 151-158 | UNA  | Utensilnord-Ora24.eu         |
| 161-168 | AMO  | Amore & Vita                 |

## Ordine d'arrivo (Top 10)
| Pos. | Corridore            | Squadra       | Tempo    |
| ---- | -------------------- | ------------- | -------- |
| 1    | Mattia Gavazzi       | Androni       | 4h42'03" |
| 2    | Ivan Rovnyj          | Cer. Flaminia | s.t.     |
| 3    | Taylor Phinney       | BMC Racing    | s.t.     |
| 4    | Matej Mugerli        | Adria Mobil   | s.t.     |
| 5    | Miguel Ángel Rubiano | Androni       | s.t.     |
| 6    | Danilo Di Luca       | Vini Fantini  | s.t.     |
| 7    | Sergej Klimov        | RusVelo       | s.t.     |
| 8    | Enrico Battaglin     | Bardiani      | s.t.     |
| 9    | Federico Rocchetti   | Utensilnord   | s.t.     |
| 10   | Marco Zamparella     | Utensilnord   | s.t.     |